# Shannon and the Clams
Shannon and the Clams es un cuarteto de garage punk independiente con sede en Oakland, California. 

## La banda
Banda conocida por un sonido vintage que incorpora elementos de doo-wop, R&B clásico, garage psych y surf. Han sido comparados con Buddy Holly y con "girls groups" de los años 60. Igualmente, se los encuadra como seguidores de la "la música de los años 50 y el punk de los 80".
La voz principal de Shannon and the Clams es la de la bajista Shannon Shaw, a la que se une la del guitarrista Cody Blanchard. El resto del grupo son el teclista Will Sprott y el batería Nate Mahan. Shaw y Blanchard se conocieron en el "California College of the Arts", donde comenzaron a actuar juntos. Shaw también es miembro del grupo punk queercore Hunx and His Punx .
El álbum debut de Shannon and the Clams, I Wanna Go Home, fue editado en 2009. En el 2011, el grupo lanzó su segundo álbum, Sleep Talk . Su tercer álbum, Dreams in the Rat House, apareció en mayo de 2013.
Su cuarto álbum, Gone by the Dawn lanzado en 2015, según la web musical Still in Rock, es  "la más bella manifestación en los últimos años de la 'cultura de Elvis Presley'".
Editado en 2018, Onion fue el primer lanzamiento de Shannon and the Clams en el sello Easy Eye Sound de Dan Auerbach, producido también por Auerbach.

## Recepción
La crítica afirmó que sus "espectáculos se encuentran entre los mejores del mundo, con un espíritu inagotable y un estilo musical sin equivalente". Su influencia en la escena independiente es una de las más grandes, junto con Ty Segall pocos más." 
También se ha afirmado (Punknews.org) que Shannon and the Clams tiene "el sonido de una banda de baile de 1964 que recibe una dosis de ácido y tiene al más dulce amor enloquecido". Imagínese a Etta James peleando, respaldada por los 13th Floor Elevators cantando las melodías de Shangri La ".  The Chicago Reader describió a Shannon and the Clams como "algo de un sueño lúcido de John Waters ... completo con himnos adolescentes calientes que caminan por la línea entre el grasiento y frenético rock 'n' roll de los 50 y el inocente pop de los 60." 
En una efusiva reseña acerca de Onion (Talkhouse.com), se afirmó: "Con reminiscencias de los Collins Kids, las voces de Shannon y Cody se mezclan y se elevan, y a menudo no puedo distinguir sus hermosas articulaciones. No importa, este es un trabajo magníficamente sincero e infeccioso que no puedo dejar de lado ".

## Miembros de la banda
- Shannon Shaw - (voz, bajo)
- Cody Blanchard - (voz, guitarra)
- Nate Mahan - (batería)
- Will Sprott - (voz, teclados)

## Discografía

### Álbumes de estudio
| Álbum                          | Año  |
| ------------------------------ | ---- |
| I Wanna Go Home                | 2009 |
| Sleep Talk                     | 2011 |
| Dreams in the Rat House        | 2013 |
| Gone by the Dawn               | 2015 |
| Onion                          | 2018 |
| Year of the Spider             | 2021 |
| The Moon is in the Wrong Place | 2024 |

### Sencillos y EPs
| EPs               | Año  |
| ----------------- | ---- |
| Hunk Hunt         | 2010 |
| Paddy's Birthday  | 2010 |
| ...Ruin Christmas | 2010 |

| Sencillos                     | Año  |
| ----------------------------- | ---- |
| Gremlins Crawl / White Rabbit | 2012 |
| Ozma / Angel Baby             | 2012 |
| Ozma / Muppet Babies          | 2012 |
| Mama                          | 2014 |
| Mines of lo                   | 2017 |